# У-Бейн

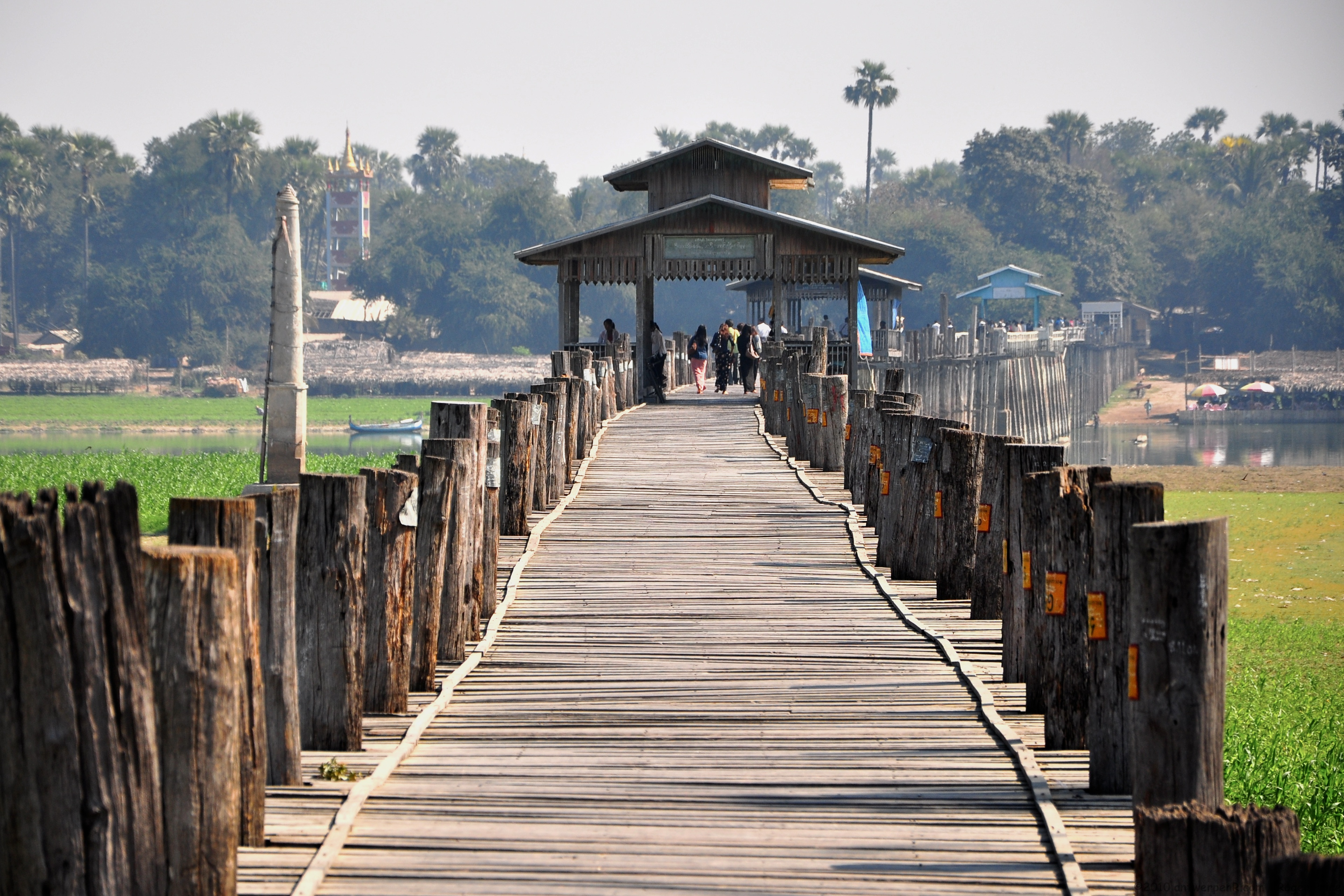
У-Бейн

У-Бейн (бірм. ဦး ပိန် တံတား, [убейн-танта] Помилка: {{Lang}}: Не збігається текст не латинкою (Non-latn) з підтегом латинського (Latn) письма (допомога)) — дерев'яний міст в Амарапурі, округ Мандалай, М'янма. Найдовший і найстаріший міст у світі, зроблений з тика.
Міст У-Бейн з'єднує місто Амарапура з невеликим селом-примістком, перетинає озеро Таунтоме. Довжина моста — близько 1,2 км, він складається з двох відрізків в 550 і 650 метрів, розташованих один до одного під кутом приблизно 150°. Міст стоїть на 1086 колодах, деякі з яких нині замінені бетонними стовпами, і з кожним роком такі заміни тривають, оскільки дерево гниє. На мосту є кілька критих веранд з лавочками. У дев'яти місцях передбачені проходи під мостом для човнів .
Міст У-Бейн був побудований приблизно в 1850 році (за іншими даними — наприкінці XIX століття) з тикового дерева. Для будівництва моста використовувалося дерево, що залишилося від колишнього королівського палацу в Аві.
Міст завжди мав важливе пішохідне значення для місцевих жителів (особливо в липні — серпні, в сезон дощів, а от взимку озеро майже повністю пересихає). Ставши туристичною визначною пам'яткою, міст приносить місцевим жителям додатковий дохід від продажу сувенірів іноземцям.
З 1 квітня 2013 міст охороняє зміна з восьми поліцейських в зв'язку з випадками протиправних дій місцевих жителів щодо туристів.

## Галерея

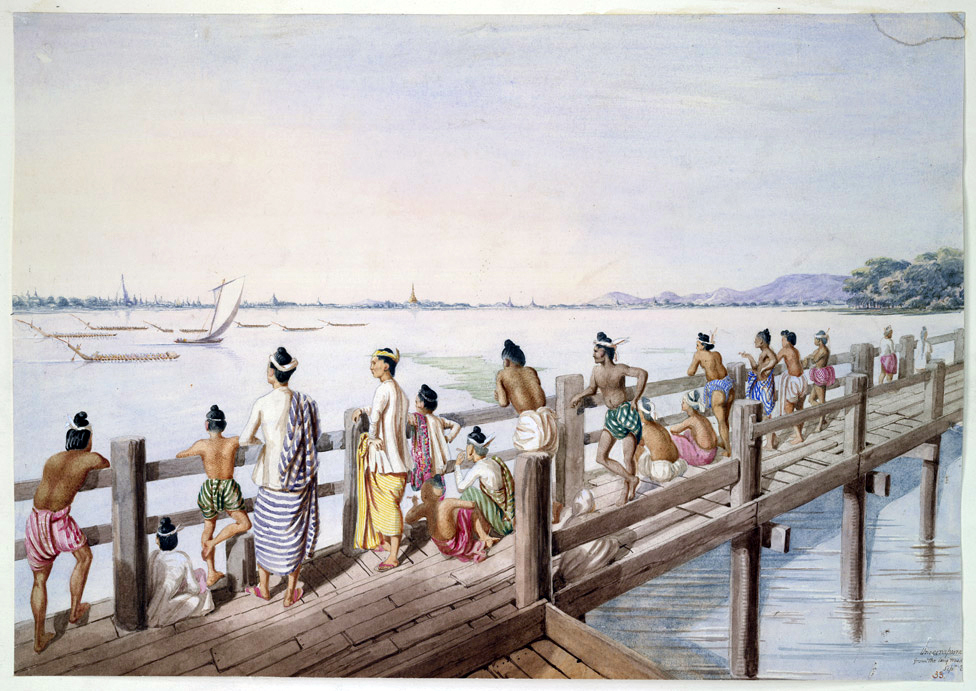
1855 by Colesworthey Grant
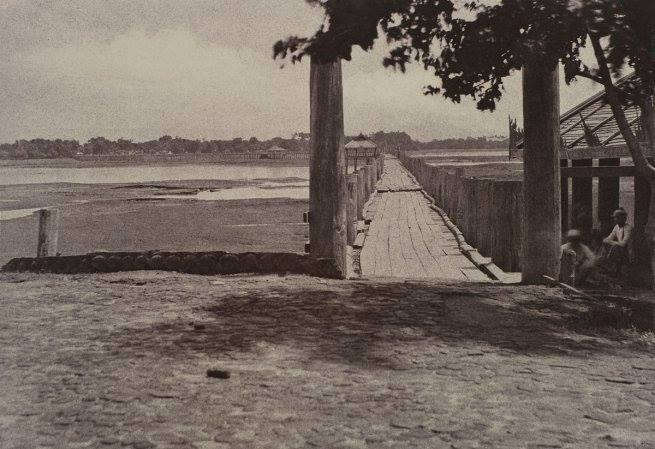
1855
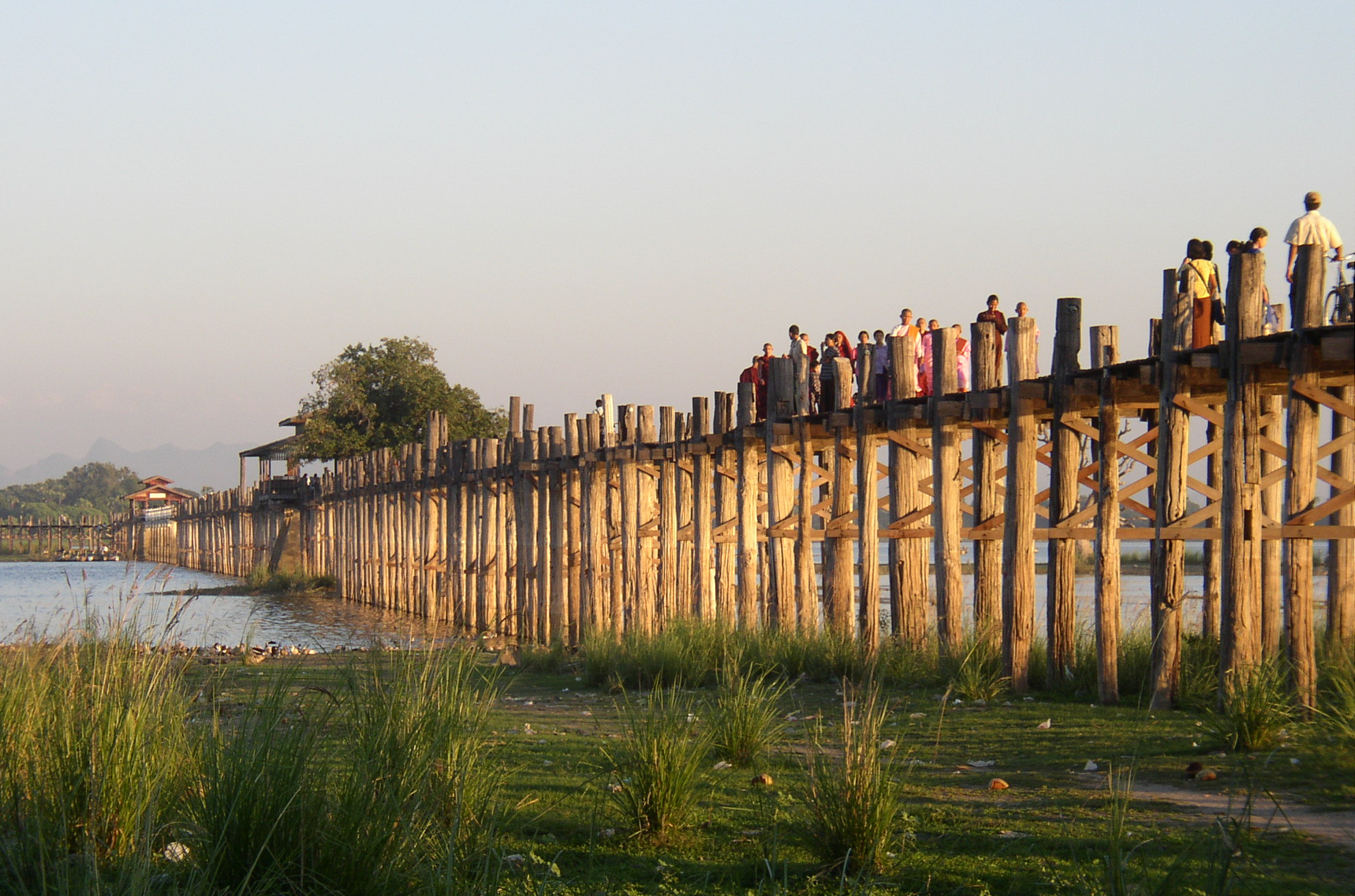
2005
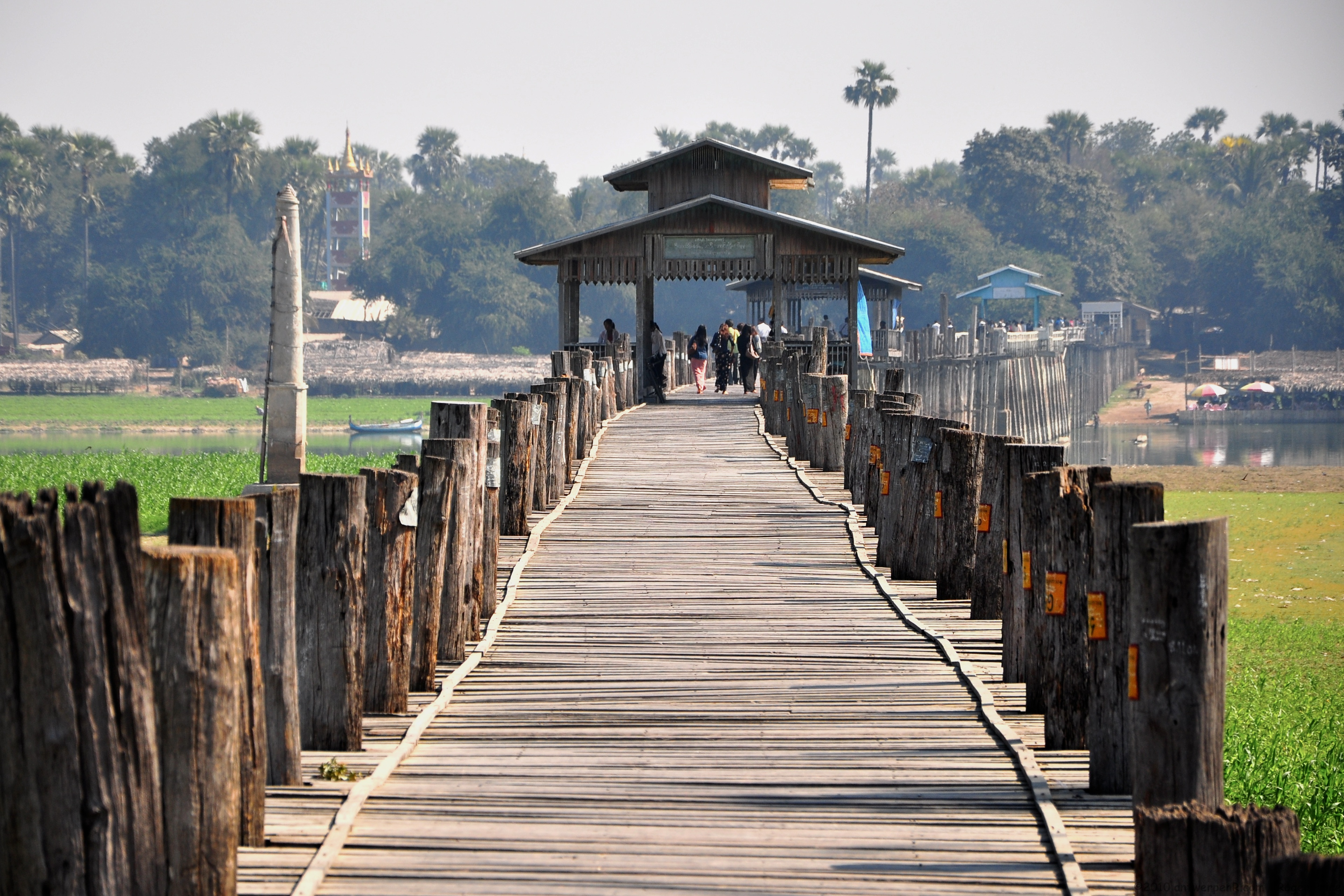
2010
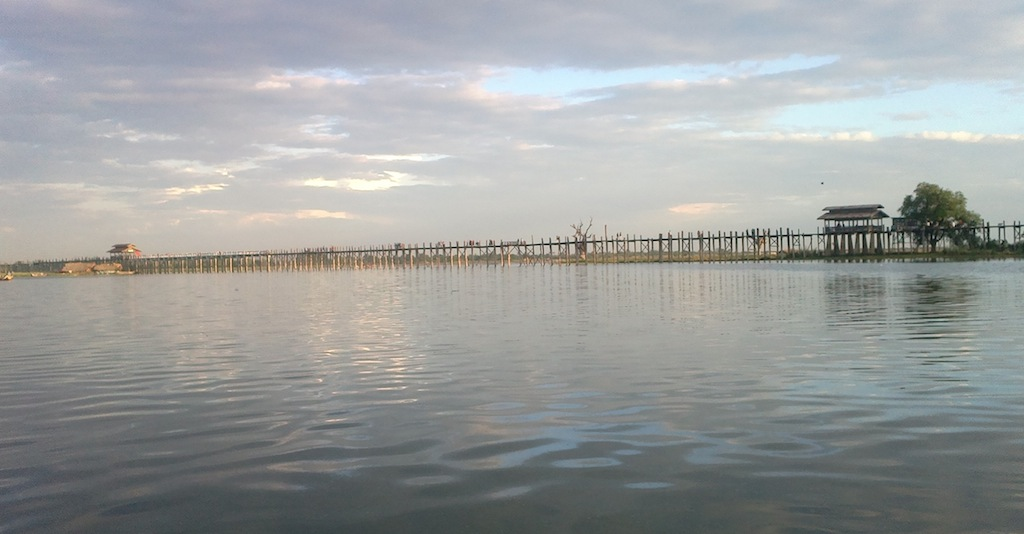
2012
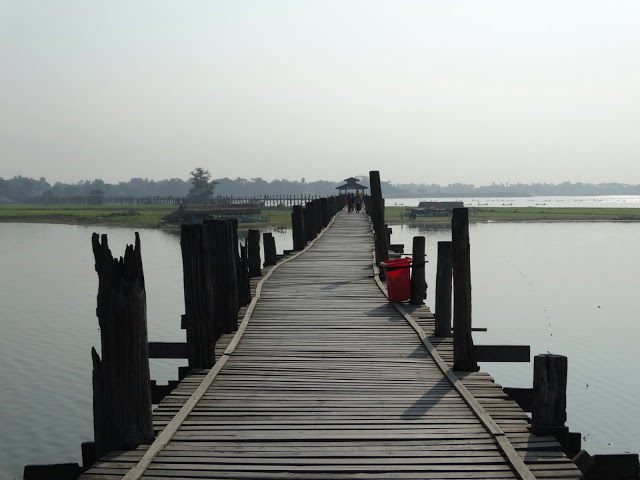
2016
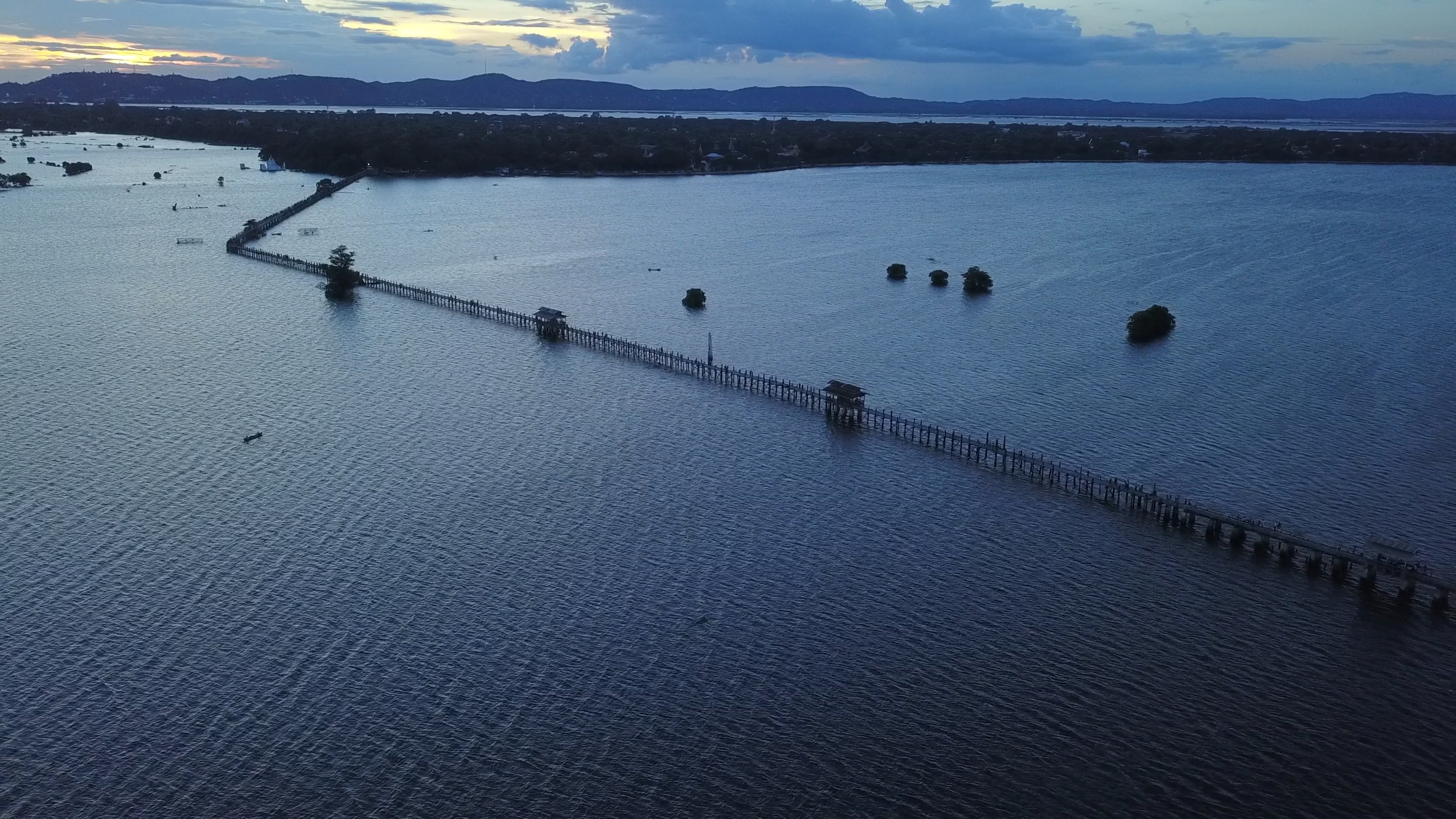